# Александар Жулин
Александар „Саша“ Жулин (рус. Александр Вячеславович Жулин; рођен 20. јула 1963. у Москви) је руски клизач, који у уметничком клизању учествује у категорији плесних парова. Тренутно ради као тренер.
Године 1993. освојио је прво место на светском првенству са партнером и бившом женом Мајом Усовом. Заједно су такође освојили и бронзану као и сребрну медаљу на Олимпијади 1992. и Зимској олимпијади 1994.
После повлачења Жулин се разводи и жени двоструким светским прваком и европским шампионом Татјаном Навком, која са својим партнером Романом Костомаровим осваја олимпијско злато 2006. у Торину. Заједно имају ћерку Сашу, рођену у мају 2000. године. У априлу 2010. Жулин се опет разводи и улази у везу са Наталијом Михаиловом са којом 2013. добија ћерку Екатарину.

## Такмичарски резултати
Са Усовом
- Савез Совјетских Социјалистичких Република (СССР): представник од децембра 1991. године
- Заједница независних држава (ЗНД): током Европског и Светског првенства 1992.
- Уједињени тим (ЕУН): на Олимпијади 1992.
- Русија (РУС): од 1992–93. до краја такмичарске каријере.

| Међународна такмичења | Међународна такмичења | Међународна такмичења | Међународна такмичења | Међународна такмичења | Међународна такмичења | Међународна такмичења | Међународна такмичења | Међународна такмичења | Међународна такмичења | Међународна такмичења | Међународна такмичења | Међународна такмичења |
| Догађај               | 82–83                 | 83–84                 | 84–85                 | 85–86                 | 86–87                 | 87–88                 | 88–89                 | 89–90                 | 90–91                 | 91–92                 | 92–93                 | 93–94                 |
| --------------------- | --------------------- | --------------------- | --------------------- | --------------------- | --------------------- | --------------------- | --------------------- | --------------------- | --------------------- | --------------------- | --------------------- | --------------------- |
| Олимпијада            |                       |                       |                       |                       |                       |                       |                       |                       |                       | 3                     |                       | 2                     |
| Светско првенство     |                       |                       |                       |                       |                       |                       | 2                     | 3                     | 3                     | 2                     | 1                     |                       |
| Европско првенство    |                       |                       |                       |                       |                       | 4                     | 2                     | 2                     | 3                     | 2                     | 1                     | 3                     |
| Скејт Америка         |                       |                       |                       |                       |                       |                       |                       | 1                     |                       |                       | 1                     |                       |
| Бофрост куп           |                       |                       |                       |                       |                       |                       |                       | 1                     |                       |                       |                       |                       |
| NHK Трофеј            |                       |                       |                       |                       |                       |                       | 2                     |                       | 1                     | 1                     | 1                     |                       |
| Трофеј Небелхорн      |                       |                       |                       | 1                     |                       |                       |                       |                       |                       |                       |                       |                       |
| Зимска универзијада   |                       |                       | 1                     |                       | 2                     |                       |                       |                       |                       |                       |                       |                       |
| Национална такмичења  |                       |                       |                       |                       |                       |                       |                       |                       |                       |                       |                       |                       |
| Првенство СССР        |                       | 2                     | 5                     | 3                     | 3                     | 3                     | 3                     | 2                     | 1                     |                       |                       |                       |
| Спартакијада          |                       |                       |                       | 1                     |                       |                       |                       |                       |                       |                       |                       |                       |
| Куп СССР              | 3                     |                       |                       |                       |                       |                       |                       |                       |                       |                       |                       |                       |

## Галерија
- Усова и Жулин на слободном програму на европском такмичењу 1994 у Копенхагену.
- Усова и Жулин на егзибицијама у Западном Берлину 1989.
- Жулин као тренер пара Навка/Костамаров, 2004.